# Kuffner Raoul
Diószeghi Kuffner Raoul báró, Raoul de Kuffner de Diószegh (Bécs, 1886. június 25. – hajóúton Európa és New York között, 1961. november 3.) magyar élelmiszeripari gyáros, földbirtokos, filantróp, műgyűjtő, csaknem három évtizeden át Tamara de Łempicka emigráns lengyel festő második férje.

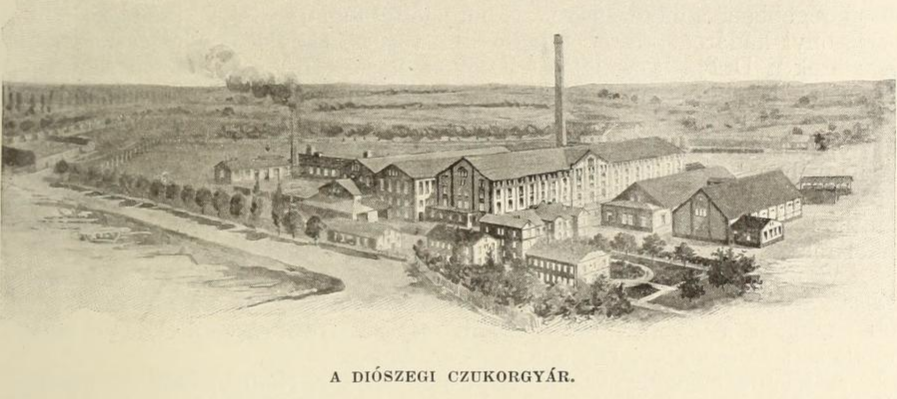
A Cukorgyár Diószegen

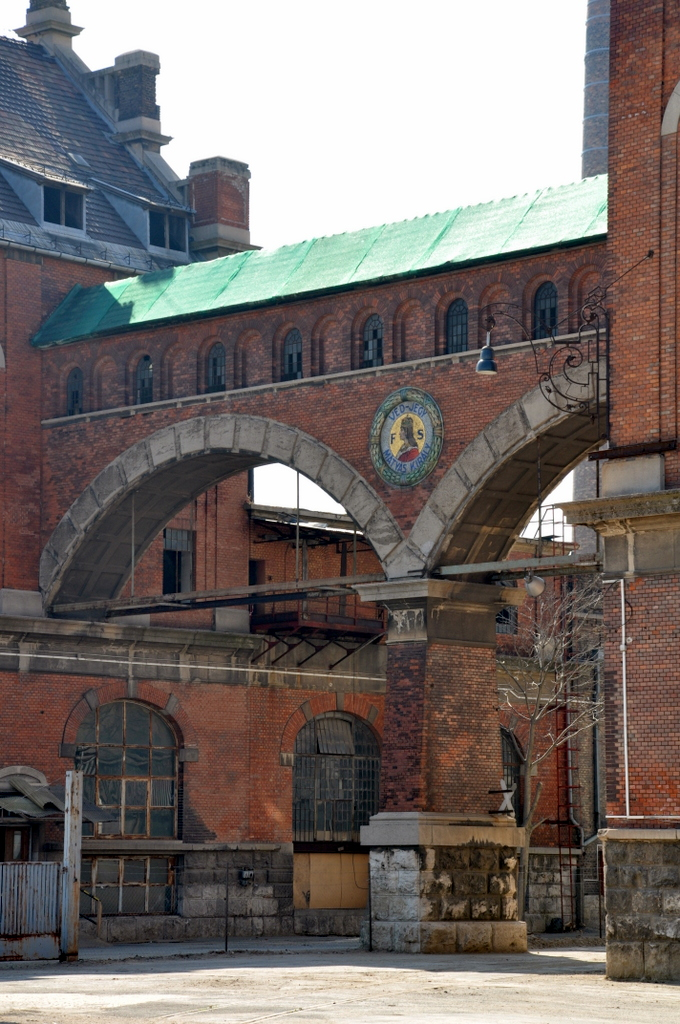
A Fővárosi Serfőző Rt. épületei Kőbányán

## Élete
1898 és 1903 között a Pozsonyi Katolikus Főgimnázium tanulója volt. Az első évben magántanulóként kitűnően vizsgázott. Később rendes tanuló lett katolikus vallásúként megjelölve az évkönyvekben. Okleveles gazdász diplomáját a magyaróvári Mezőgazdasági Akadémián szerezte 1904 és 1906 között. (Itt tanult Apponyi Albert fia, György is.) 1908-ban tagja lett az Országos Magyar Gazdasági Egyesületnek (OMGE). 1910-ben a budapesti Földbirtok és Telek Bank Rt. igazgatóságába delegálták tagként. Ugyanebben az évben egész Európát, Ázsiát, Afrikát és Amerikát érintő tanulmányútra indult.
Sok éven át tagja volt a felvidéki árvízvédelmi társulatoknak.
1912-ben a családja tulajdonában és irányítása álló, a konzervgyártásban is jelentős Diószegi Gazdaság, Cukor- és Szeszgyár Rt. igazgatósági tagjává nevezték ki. Egy évvel később tagja lett a galántai nemzetközi talajművelőgép-bemutató helyi rendezőbizottságának, valamint a Királyi Magyar Automobil Clubnak rendes tagként.
1915-ben beválasztották az OMGE Növénynemesítő bizottságába. 1916-ban tagfelvételét kérte a Királyi Magyar Természettudományi Társulatba, és apjával együtt támogatta a Magyar Entomológiai Társaság (rovartani) alapítványát. Az év során kigyulladt és csaknem teljesen leégett a diószegi kastélya. Alig tudott kimenekülni az éjszaka keletkezett tűzből. Sok értékes festmény, műtárgy, ékszer és tekintélyes összegű papírpénz semmisült meg a szerencsétlenségben. A nagy vagyont érő képtárát csak nagy erőfeszítéssel lehetett megmenteni.
1920-ban, a trianoni döntés után gyára és földjei Csehszlovákiába kerültek. Üzletét rossz gazdasági és politikai helyzetben folytatta. Tagja lett a Szlovenszkói Gyáriparosok Központi Szövetségének. 1925-ben a Galánta Bank csehszlovákiai pénzintézet elnökének nevezték ki. Ugyanebben az évben a Fővárosi Serfőző Rt. igazgatósági tagja lett Kőbányán, tagsága hét év múlva, 1932-ben szűnt meg.
1939-ben felszámolta a magyarországi tulajdonát a nácizmus európai terjedése miatt. Bútorait és ingóságait New Yorkba vitette, ezekkel rendezte be a 322 East 57th Street címen lévő, kétszintes műteremlakást, Tamara de Łempickával közös otthonát. Ekkor adta ajándékba Ifj. Pieter Brueghel képét a Szépművészeti Múzeumnak. A művet az 1980-as évektől a Brueghel műhelyéből való Pieter Balsten alkotásának tartják.
Az 1940-es évek elején többször járt Tamarával Magyarországon, és részt vett zsidók és lengyelek Nyugatra menekítésében.

## Családja
Apja, Kuffner Károly (1847-1924) keresztény hitre tért, zsidó származású gyáros volt. 
Ő alapította a híres magyardiószegi cukorgyárat 1891-ben. 1896-ban nemességet nyert Ferenc József császártól, majd 1904-ben bárói címet is.
Anyja, Maria Franziska Firmian (1856-1925) grófnő. Anyai nagyapja ugyan olasz volt, Mezzocoronaban éltek, de nagyanyja, Adél a lengyelországi Tarnówból származott.
1917-ben kelt egybe Haebler Cara bárónővel Magyardiószegen. Felesége Łódźban született 1889. augusztus 20-án, és 1932. június 8-án, 43 éves korában hunyt el. A diószeghi családi kápolnában helyezték örök nyugalomra. Házasságukból két gyermek született, Péter és Louisanne.
Második felesége Tamara de Łempicka lengyel festőművésznő volt, az art deco mestere, az első női szupersztár. 1934-ben kötöttek házasságot, ami 1961-ig, a haláláig állt fenn. Bár nyitott házasságban éltek, a hozzátartozók visszaemlékezése szerint Tamarát nagyon megviselte férje halála.

## Művei
- Planomania: Capitalism Makes Sense. R. R. Smith, New York (1951) 232. (Apja üzleti tevékenységét is rögzítette benne.)
- Dutch and Flemish old masters: Italian renaissance paintings, including works by Steen, Verspronck, Van Reymerswaele, Jordaens, Van Ostade, Bruyn, Huys, Weenix, Brueghel the Younger, Ghirlandais: from the collection of Baron and Baroness Raoul Kuffner de Dioszegh. Parke-Bernet Galleries, New York (1948) 48.

## Emlékezete
- Az életéről szóló kevés forrás, a magyar nyelvűek is, tévesen úgy jellemzik, mint aki nem foglalkozott eleget az apjától örökölt üzletével, és aki nem katolikus volt. Valójában a nehéz gazdasági és politikai helyzet ellenére működtette a felvidéki cukorgyárat, több országban is részt vállalt cégek vezetésében, és nemcsak a gyár ügyeivel, de árvízvédelemmel, növénynemesítéssel, rovartannal is foglalkozott a cukorrépatermesztéshez, a cukor- és sörgyátáshoz, valamint a konzerviparhoz kapcsolódva. A Fővárosi Serfőző épp akkoriban lett világhírű sör- és malátaexportőr, amikor ő ott működött, a cég malátái a morva malátákkal versenyeztek akkoriban az USA piacán.
- Tamara számos képen örökítette meg őt és gyermekeit festve és rajzolva.

## Forrás
- Horváth Hilda. Kuffner Raoul. In: Magyar Múzeumi Arcképcsarnok. Budapest: Országos Magyar Szépművészeti Múzeum, 523. o. (2002)